# دانيال ماكراي
دانيال ماكراي (بالإنجليزية: Danielle McCray)‏ مواليد 8 أكتوبر 1987 في بوينتون، هي لاعبة كرة سلة أمريكية. بدأت مسيرتها الاحترافية في سنة 2010. تم اختيارها من قبل فريق كونيتيكت صن خلال الدرافت. وتحمل الرقم 21.

## روابط خارجية
- دانيال ماكراي على موقع الاتحاد الوطني لكرة السلة النسائية (الإنجليزية)
- دانيال ماكراي على موقع كرة السلة الأوروبية.كوم (الإنجليزية)
- دانيال ماكراي على موقع كلية كرة السلة في سبورتس رفرنس.كوم (الإنجليزية)
- دانيال ماكراي على موقع بروبوليرز (الإنجليزية)
- دانيال ماكراي على موقع سبورتس رفرنس (الإنجليزية)